# دك
الدَكّ أو الدَحْس (بالإنجليزية: Tamponade)‏ وأيضًا يُعرف باسم الاندكاك أو الاندحاس، هو الإغلاق أو السَد (كما في الجُرح أو تجويف الجسم) بواسطةِ أو كما في السدادة القطنية، وخاصةً لوقف النزيف. تُعتبر الدَكّ من الوسائل المُفيدة لوقف النزيف، ويُمكن القيام بذلك بوضع ضمادة ماصة مُباشرة في الجرح، وبذلك يُمتَص الدم الزائد ويحصل سَد، أو يُمكن ذلك بتطبيق ضغطٍ مُباشر بواسطة يد أو عاصبة.
على الرغم من ذلك، فقد تحدث مُضاعفات خطيرة عندَ حدوث الدَكّ نتيجةً لمشاكل صحية، كما في الاندحاس القلبي، ففي هذه الحالة، يتجمع السائل داخل كيس التامور، حيثُ يمنعُ الضغط داخل التامور القلب من التَوسع بشكلٍ صحيح وملئ البطينين، ونتيجةً لذلك تدور كمية كبيرة من الدم داخل الجسم، وإذا تُركت دون إصلاح سيؤدي ذلك إلى الموت.
اندحاس المثانة هو انغلاق مخرجِ المثانة؛ بسبب تشكلِ جلطةٍ دموية كثيفة داخلها، وغالبًا ما تحتاج لتدخلٍ جراحي. هذا النزيف الكثيف عادةً ما يحصل بسبب سرطان المثانة.
يُعتبر وضعُ شمع العظم على النزيف العظمي نوعًا من التوازن الداخلي بواسطة الدَك، وذلك بدلًا من الطرق التي تُنشط سلسلة التخثر كيميائيًا حيويًا أو جسديًا.
يُستعمل الدَكّ الغازي في جراحة انفصال الشبكية، حيثُ يُساعد على تقليل مُعدل تدفق السوائل من خلال دموع الشبكية. تُشير الأبحاث أنَّ المرضى الذين خضعوا لجراحةً باستخدام عوامل الدَكّ من غاز ثماني فلوروبروبان (C3F8) وزيت السيليكون القياسي، كانتَ لديهم نتائج بصيرة وتشريحية أفضل مقارنةً مع عوامل الدَكّ الأخرى.